# Ryan Nyambe
Ryan Simasiku Nyambe (Katima Mulilo, 4 dicembre 1997) è un calciatore namibiano, difensore del Derby County e della nazionale namibiana.

## Carriera

### Club
Cresciuto nel Blackburn, il 1º luglio 2015 firma il primo contratto professionistico con i Rovers, esordendo in prima squadra l'11 agosto, nella partita di Coppa di Lega persa per 1-2 contro lo Shrewsbury Town. Diventato nel corso degli anni un giocatore importante della rosa, prolunga più volte il contratto con il club inglese.
Nella stagione 2023-2024 conquista una promozione dalla terza alla seconda divisione inglese con il Derby County; rimane ai Rams anche per l'intera stagione 2024-2025, trascorsa in seconda divisione.

### Nazionale
Nel 2019 viene convocato con la nazionale namibiana per la Coppa d’Africa.

## Statistiche

### Presenze e reti nei club
Statistiche aggiornate al 12 giugno 2019.
| Stagione         | Squadra          | Campionato       | Campionato | Campionato | Coppe nazionali | Coppe nazionali | Coppe nazionali | Coppe continentali | Coppe continentali | Coppe continentali | Altre coppe | Altre coppe | Altre coppe | Totale | Totale | Totale |
| Stagione         | Squadra          | Comp             | Pres       | Reti       | Comp            | Pres            | Reti            | Comp               | Pres               | Reti               | Comp        | Pres        | Reti        | Pres   | Reti   |        |
| ---------------- | ---------------- | ---------------- | ---------- | ---------- | --------------- | --------------- | --------------- | ------------------ | ------------------ | ------------------ | ----------- | ----------- | ----------- | ------ | ------ | ------ |
| 2015-2016        | Blackburn        | FLC              | 0          | 0          | FACup+CdL       | 0+1             | 0               | -                  | -                  | -                  | -           | -           | -           | 1      | 0      |        |
| 2016-2017        | Blackburn        | FLC              | 25         | 0          | FACup+CdL       | 2+1             | 0               | -                  | -                  | -                  | -           | -           | -           | 28     | 0      |        |
| 2017-2018        | Blackburn        | FL1              | 29         | 0          | FACup+CdL       | 2+1             | 0               | -                  | -                  | -                  | EFLT        | 3           | 0           | 35     | 0      |        |
| 2018-2019        | Blackburn        | FLC              | 29         | 0          | FACup+CdL       | 1+3             | 0               | -                  | -                  | -                  | -           | -           | -           | 33     | 0      |        |
| Totale Blackburn | Totale Blackburn | Totale Blackburn | 83         | 0          |                 | 11              | 0               |                    | -                  | -                  |             | 3           | 0           | 97     | 0      |        |
| Totale carriera  | Totale carriera  | Totale carriera  | 83         | 0          |                 | 11              | 0               |                    | -                  | -                  |             | 3           | 0           | 97     | 0      |        |

### Cronologia presenze e reti in nazionale
| Cronologia completa delle presenze e delle reti in nazionale ― Namibia | Cronologia completa delle presenze e delle reti in nazionale ― Namibia | Cronologia completa delle presenze e delle reti in nazionale ― Namibia | Cronologia completa delle presenze e delle reti in nazionale ― Namibia | Cronologia completa delle presenze e delle reti in nazionale ― Namibia | Cronologia completa delle presenze e delle reti in nazionale ― Namibia | Cronologia completa delle presenze e delle reti in nazionale ― Namibia | Cronologia completa delle presenze e delle reti in nazionale ― Namibia |
| Data                                                                   | Città                                                                  | In casa                                                                | Risultato                                                              | Ospiti                                                                 | Competizione                                                           | Reti                                                                   | Note                                                                   |
| ---------------------------------------------------------------------- | ---------------------------------------------------------------------- | ---------------------------------------------------------------------- | ---------------------------------------------------------------------- | ---------------------------------------------------------------------- | ---------------------------------------------------------------------- | ---------------------------------------------------------------------- | ---------------------------------------------------------------------- |
| 9-6-2019                                                               | Accra                                                                  | Ghana                                                                  | 0 – 1                                                                  | Namibia                                                                | Amichevole                                                             | -                                                                      |                                                                        |
| 23-6-2019                                                              | Il Cairo                                                               | Marocco                                                                | 1 – 0                                                                  | Namibia                                                                | Coppa d'Africa 2019 - 1º turno                                         | -                                                                      |                                                                        |
| 28-6-2019                                                              | Il Cairo                                                               | Sudafrica                                                              | 1 – 0                                                                  | Namibia                                                                | Coppa d'Africa 2019 - 1º turno                                         | -                                                                      |                                                                        |
| 1-7-2019                                                               | Il Cairo                                                               | Namibia                                                                | 1 – 4                                                                  | Costa d'Avorio                                                         | Coppa d'Africa 2019 - 1º turno                                         | -                                                                      |                                                                        |
| 13-11-2019                                                             | Windhoek                                                               | Namibia                                                                | 2 – 1                                                                  | Ciad                                                                   | Qual. Coppa d'Africa 2021                                              | -                                                                      |                                                                        |
| 17-11-2019                                                             | Conakry                                                                | Guinea                                                                 | 2 – 0                                                                  | Namibia                                                                | Qual. Coppa d'Africa 2021                                              | -                                                                      |                                                                        |
| 13-11-2020                                                             | Bamako                                                                 | Mali                                                                   | 1 – 0                                                                  | Namibia                                                                | Qual. Coppa d'Africa 2021                                              | -                                                                      |                                                                        |
| 11-11-2021                                                             | Brazzaville                                                            | Rep. del Congo                                                         | 1 – 1                                                                  | Namibia                                                                | Qual. Mondiali 2022                                                    | -                                                                      |                                                                        |
| 15-11-2021                                                             | Johannesburg                                                           | Namibia                                                                | 0 – 1                                                                  | Togo                                                                   | Qual. Mondiali 2022                                                    | -                                                                      |                                                                        |
| 24-3-2023                                                              | Yaoundé                                                                | Camerun                                                                | 1 – 1                                                                  | Namibia                                                                | Qual. Coppa d'Africa 2023                                              | -                                                                      |                                                                        |
| 28-3-2023                                                              | Johannesburg                                                           | Namibia                                                                | 2 – 1                                                                  | Camerun                                                                | Qual. Coppa d'Africa 2023                                              | -                                                                      |                                                                        |
| 20-6-2023                                                              | Dar es Salaam                                                          | Burundi                                                                | 3 – 2                                                                  | Namibia                                                                | Qual. Coppa d'Africa 2023                                              | -                                                                      | 67’                                                                    |
| 4-9-2023                                                               | Harare                                                                 | Zimbabwe                                                               | 2 – 2 (5 – 4 dtr)                                                      | Namibia                                                                | Amichevole                                                             | -                                                                      |                                                                        |
| 9-9-2023                                                               | Soweto                                                                 | Sudafrica                                                              | 0 – 0                                                                  | Namibia                                                                | Amichevole                                                             | -                                                                      | 90+3’                                                                  |
| 21-11-2023                                                             | Agadir                                                                 | São Tomé e Príncipe                                                    | 0 – 2                                                                  | Namibia                                                                | Qual. Mondiali 2026                                                    | -                                                                      |                                                                        |
| 8-1-2024                                                               | Kumasi                                                                 | Ghana                                                                  | 0 – 0                                                                  | Namibia                                                                | Amichevole                                                             | -                                                                      | 73’                                                                    |
| 16-1-2024                                                              | Korhogo                                                                | Tunisia                                                                | 0 – 1                                                                  | Namibia                                                                | Coppa d'Africa 2023 - 1º turno                                         | -                                                                      |                                                                        |
| 21-1-2024                                                              | Korhogo                                                                | Sudafrica                                                              | 4 – 0                                                                  | Namibia                                                                | Coppa d'Africa 2023 - 1º turno                                         | -                                                                      | 73’                                                                    |
| Totale                                                                 |                                                                        | Presenze                                                               | 18                                                                     |                                                                        | Reti                                                                   | 0                                                                      |                                                                        |